# Grzegorz Roman (samorządowiec)
Grzegorz Czesław Roman (ur. 28 lutego 1959 we Wrocławiu) – polski samorządowiec i urzędnik, w latach 1999–2001 i 2008–2010 członek zarządu województwa dolnośląskiego I i III kadencji.

## Życiorys
Ukończył historię i administrację na Uniwersytecie Wrocławskim. Kształcił się podyplomowo w zakresie komunikacji społecznej w zarządzaniu (na Politechnice Wrocławskiej) i gospodarki przestrzennej gmin (w Instytucie Gospodarki Przestrzennej w Krakowie), zdał także egzamin dla członków rad nadzorczych spółek Skarbu Państwa. Od 1990 organizował prace urzędu miejskiego we Wrocławiu, był szefem  Wydziału Organizacyjno-Prawnego i Kadr, Biura Rozwoju Miasta i od 2002 departamentu architektury i rozwoju we wrocławskim magistracie. Zasiadł w radach nadzorczych Agencji Rozwoju Aglomeracji Wrocławskiej (jako przewodniczący) i Polskiego Radia Wrocław.
Zaangażował się w działalność polityczną w ramach Unii Wolności, później został członkiem Platformy Obywatelskiej. W latach 1990–1994 zasiadał w sejmiku województwa wrocławskiego, a w latach 1998–1999 – w radzie powiatu wrocławskiego; należał też do rady gminy Święta Katarzyna. 1 stycznia 1999 został wybrany członkiem zarządu województwa dolnośląskiego, pełnił funkcję do odwołania zarządu 28 grudnia 2001. W kadencji 2002–2006 zasiadał w radzie powiatu wrocławskiego z ramienia lokalnego komitetu, był jej przewodniczącym. Ponownie znalazł się w zarządzie III kadencji 5 marca 2008, odpowiadając za rozwój regionalny, planowanie i zagospodarowanie przestrzenne. Pozostał w nim do końca kadencji 1 grudnia 2010.
W 2010, 2014 i 2018 ubiegał się o mandat radnego sejmiku dolnośląskiego z listy PO. W 2010 był jednym z kandydatów do objęcia fotela wojewody dolnośląskiego (do czego ostatecznie nie doszło). Został pełnomocnikiem prezydenta Wrocławia Rafała Dutkiewicza ds. transportu aglomeracyjnego, był m.in. inicjatorem budowy wschodniej obwodnicy Wrocławia. Od 2011 do 2014 zajmował stanowisko przewodniczącego rady nadzorczej Miejskiego Przedsiębiorstwa Komunikacyjnego we Wrocławiu.

## Życie prywatne
Żonaty, ma troje dzieci. Mieszka w Siechnicach, był inicjatorem przyznania im w 1997 praw miejskich.

## Odznaczenia
Odznaczony Krzyżem Kawalerskim Orderu Odrodzenia Polski (2015), Krzyżem Wolności i Solidarności (2014) i Złotym Krzyżem Zasługi (2001), a także Orderem Świętego Sylwestra (2012) za działania na rzecz zabytków na Dolnym Śląsku (związane z projektami rewitalizacji miast i wpisaniem Hali Stulecia na listę UNESCO).